# Сільвіо Лонгобукко
Сільвіо Лонгобукко (італ. Silvio Longobucco, 5 червня 1951, Скалеа — 2 квітня 2022) — італійський футболіст, що грав на позиції захисника, зокрема, за «Ювентус» та «Кальярі». Триразовий чемпіон Італії.

## Клубна кар'єра
У дорослому футболі дебютував 1969 року виступами за команду клубу «Тернана», в якій провів два сезони, взявши участь у 34 матчах чемпіонату.
Своєю грою за цю команду привернув увагу представників тренерського штабу клубу «Ювентус», до складу якого приєднався 1971 року. Відіграв за «стару сеньйору» наступні чотири сезони своєї ігрової кар'єри. За цей час тричі виборював титул чемпіона Італії.
1975 року уклав контракт з клубом «Кальярі», у складі якого провів наступні сім років своєї кар'єри гравця. Більшість часу, проведеного у складі «Кальярі», був основним гравцем захисту команди.
Завершив професійну ігрову кар'єру у клубі «Козенца», за команду якого виступав протягом 1982—1983 років.

## Виступи за збірну
1973 року провів одну гру у складі другої збірної Італії. До лав головної команди Італії жодного разу не залучався.

## Титули і досягнення
- Чемпіон Італії (3):

«Ювентус»:  1971-1972, 1972-1973, 1974-1975